# Aéroport de Buta Zega
Pour les articles homonymes, voir FKI.
L'aéroport de Buta Zega (code IATA : BZU • code OACI : FZKJ) est l'aéroport principal de la province de Bas-Uélé précisément dans la ville de Buta en République démocratique du Congo. Situé à quatre kilomètres à l'Est de Buta. L’aéroport de Buta Zega dispose d’une piste de 2 100 mètres de longueur permettant de recevoir des turbopropulseurs, jets privés légers, intermédiaires, longs-courriers et avions régionaux.

## Situation
| Bandundu Basango Mboliasa Bunia Gbadolite Gemena Goma Ilebo Kalemie Kananga Kikwit Kindu Kinshasa-Ndjili Kinshasa-N'Dolo Kisangani Kolwezi Lodja Lubumbashi Matari Matadi Mbandaka Mbuji Mayi Nioki Tshikapa Tshumbe |